# Lucero (groupe)
Lucero est un groupe de rock sudiste et punk rock américain, originaire de Memphis, dans le Tennessee. Ils comptent un total de 11 albums et un DVD, publiés principalement sur leur propre label.

## Biographie
Lucero fait ses débuts à Memphis, dans le Tennessee, ayant joué pour la première fois en 1998. Entre 2001 et 2009, le groupe joue près de 300 spectacles par an à travers les États-Unis et le Canada. 
Les membres de Lucero sont Ben Nichols (guitare et chant), Roy Berry (batterie), John C. Stubblefield (basse), Brian Venable (guitare), et Rick Steff (piano, orgue, accordéon). Todd Gill remplace Brian Venable de 2003 à 2004. Le groupe expérimente également le guitariste Steve Selvidge dans les premiers mois de 2003. À la fin de 2008, le groupe annonce qu'il avait signé un contrat pour quatre albums avec Universal Music Group. The Last Pale Light in the West, le premier album solo du chanteur Ben Nichols, est publié en janvier 2009 sur le propre label du groupe Liberty and Lament. Il est inspiré par le roman de Cormac McCarthy, Méridien de sang, et est enregistré avec Rick Steff au piano et à l'accordéon et Todd Beane au pedal steel. 
L'album 1372 Overton Park est sorti le 6 octobre 2009.
L'album Women and Work est publié le 13 mars 2012 chez ATO Records. L'album intègre d'autres sections de cornes et pedal steel,. 

## Apparitions
La bande originale du film Shotgun Stories est composée par Lucero. En effet, Ben Nichols est le frère du réalisateur du film, Jeff Nichols. Ça sera encore le cas dans ses autres films Take Shelter, Mud : Sur les rives du Mississippi, Midnight Special et Loving. 
La musique de fin de l'épisode 6x12 de Cold Case (Mauvaise fortune) est On the Way Back Home, de Lucero. La musique de l'épisode 4x06 Live Bait de la série The Walking Dead est The Last Pale Light In The West, de Ben Nichols. Deux musiques de Lucero se retrouvent dans la bande originale du film Hellion, "When I Was Young" et "The Other Side of Lonesome".

## Discographie

### Albums studio
- 2000 : The Attic Tapes (auto-production)
- 2001 : Lucero (Madjack Records)
- 2002 : Tennessee (Madjack Records)
- 2003 : That Much Further West (Tiger Style Records)
- 2005 : Nobody's Darlings (Liberty and Lament)
- 2005 : Dreaming In America (Liberty and Lament)
- 2006 : The Attic Tapes (réédition) (Liberty and Lament)
- 2006 : Rebels, Rogues and Sworn Brothers (Liberty and Lament)
- 2009 : 1372 Overton Park (Universal Records / Republic Records)
- 2012 : Women and Work (ATO Records)
- 2013 : Texas and Tennessee
- 2015 : All a Man Should Do (ATO Records / MapleMusic)
- 2018 : Among the Ghosts (Liberty and Lament / Thirty Tigers)

### Albums live
- 2005 : Dreaming in America (Liberty and Lament)
- 2014 : Lucero : Live from Atlanta (Liberty and Lament)

### Singles
- 2000 : My Best Girl (Landmark Records)
- 200 : Split w/ Loggia (Soul is Cheap)